# Lego Technic

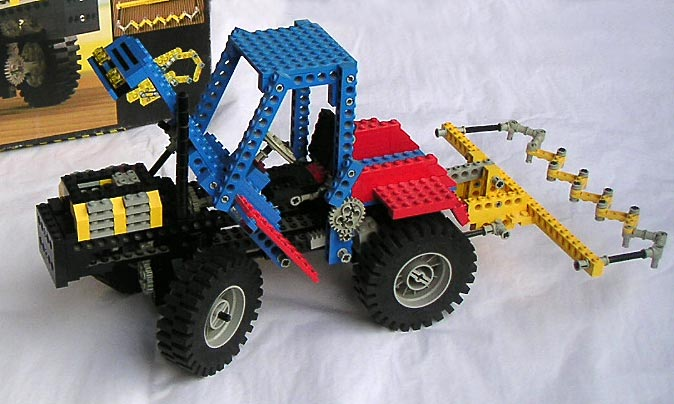
Jedna z prvních sad Lego Technic

Lego Technic je řada stavebnic Lego, které obsahují plastové tyče a části. Účelem této série je možnost vytvoření pokročilejších modelů se složitějšími pohyblivými částmi, jako jsou různé stroje s koly, na rozdíl od jednodušších modelů „klasického“ Lega. Tento koncept byl uveden jako Expert Builder v roce 1977 a v roce 1984 byl přejmenován na Technic.
Sady Lego Technic jsou charakteristické přítomností zvláštních částí jako jsou různá ozubená kola, nápravy, kolíky a trámy. Některé sady obsahují pneumatické části nebo elektrické motory. V posledních letech začaly pronikat některé části z Lego Technic i do jiných sad, hlavně do sad Bionicle, z nichž některé se prodávaly jako části řady Technic.
Styl Lego Technic se postupem času měnil. Sady uvedené po roce 2000 používají odlišnou konstrukční metodiku, která se popisuje jako „studless construction“ (ve volném překladu jako bezkolíková konstrukce). Tato metoda používá trámy a jiné kolíky než klasické.